# Birtalan Botond
Birtalan Botond (Budapest, 1989. április 8. –) magyar labdarúgó, csatár, jelenleg a Budaörs játékosa. Korábban a magyar U19-es válogatottban is szerepelt.

## Sikerei, díjai
Bihor Oradea
- Liga II – ezüstérmes: 2010–11 (adósságok miatt nem kaptak licencet a feljutásra)[3]

 Békéscsaba
- NB II – ezüstérmes: 2014–2015
- NB II – bronzérmes: 2017–2018
- NB II – gólkirály: 2017–2018

 Vasas SC
- NB II – aranyérmes: 2021–2022